# Surge Test

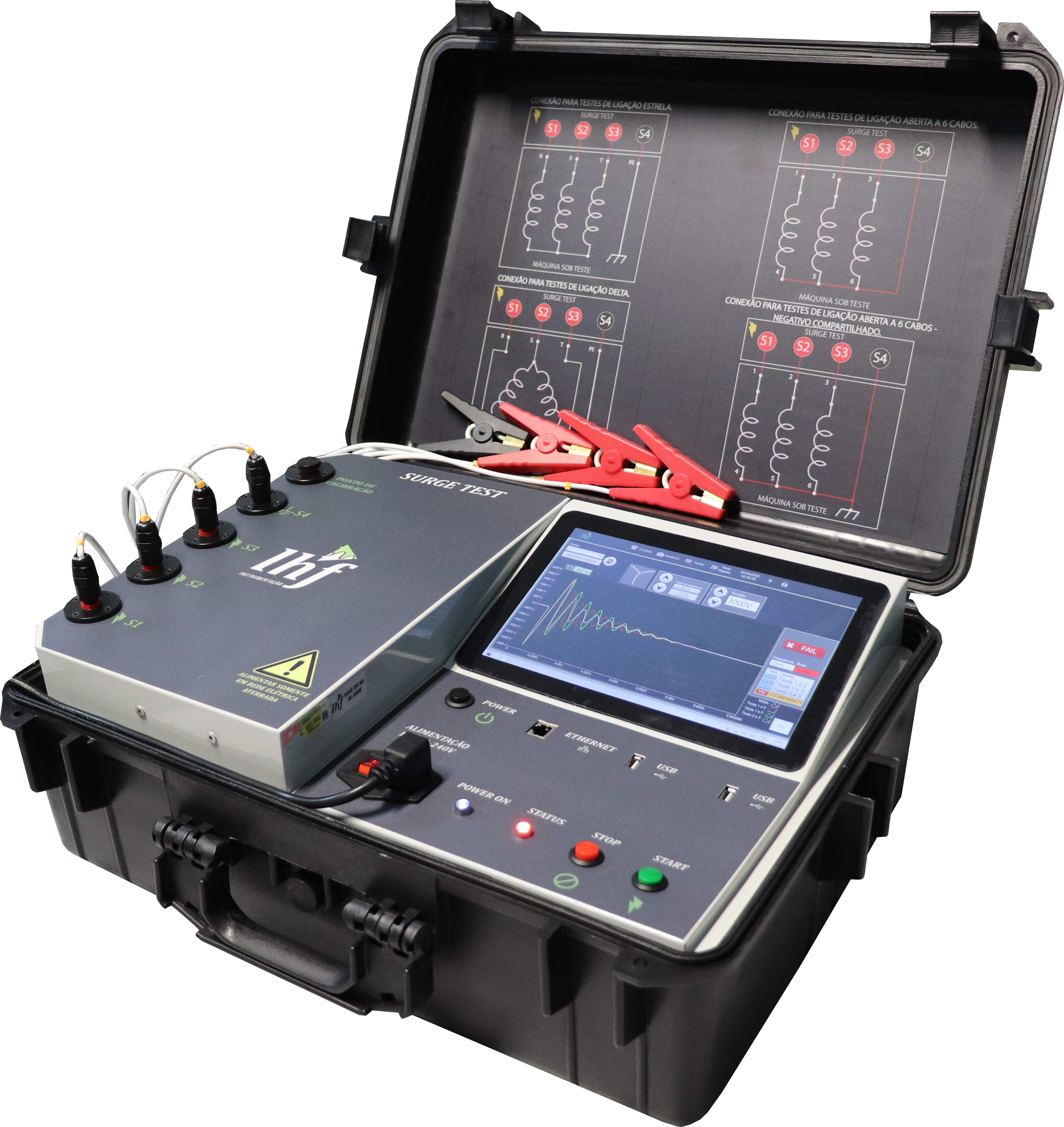
Surge Test LHF

Em eletricidade, Surge Test é empregado na análise de qualidade de bobinas e seus isolantes elétricos. Surge Test é um equipamento que realiza testes elétricos de alta tensão em bobinas, motores, geradores, transformadores, contatores ou outros tipos de bobinados. O princípio de funcionamento permite a análise da resposta natural da bobina a um breve surto elétrico, através desta análise é possível identificar falhas de isolamento entre espiras, entre fases ou entre fase e carcaça.

## Teoria
Os motores elétricos podem apresentar vários defeitos em sua construção, e a maior parte deles acontece no estator (bobina), seja no trançado do cobre, numero de voltas, quantidade e tratamento das chapas. Para diminuir o retorno de peças, a linha de produção passa por testes qualificadores, onde mais completo é o Surge Test. 
A construção típica de um bobinado para estatores de motores elétricos é feita de suas fases principais, essas fases são constituídas de grupos de bobinas, as quais são formadas por espiras. As falhas de isolamento em motores elétricos surgem como um curto circuito entre espiras, avançando para curto circuito entre grupos de bobinas e finalmente como curto circuito entre em fases distintas, levando então a queima definitiva e parada de máquina.
O Principio de funcionamento se baseia em aplicar um breve surto de tensão sob a bobina, esse surto gera um gradiente de tensão ao longo do bobinado, dessa forma cria-se uma diferença de potencial entre espiras, essa diferença de potencial estressa momentaneamente o bobinado.

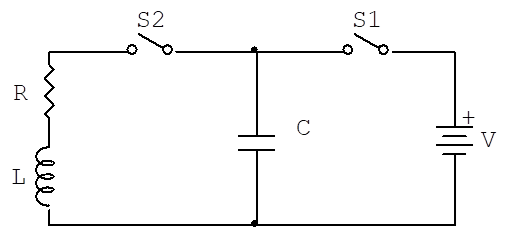
Circuito simplificado de surto

Uma corrente com taxa de aumento elevada é aplicada ao longo da bobina, pelo princípio da indução, uma tensão é gerada ao longo do seu enrolamento. Devido às características do circuito RLC (Resistor, Indutor, e Capacitor) essa tensão em resposta ao surto aparece no estator como uma forma de onda senoidal amortecida, a qual pode ser apresentada através de um osciloscópio.

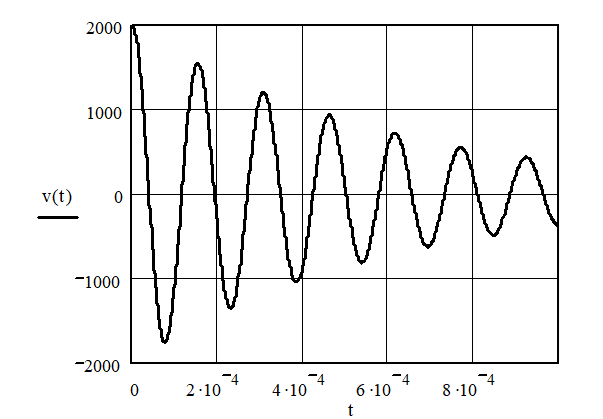
Resposta senoidal típica

A resposta senoidal do circuito RLC, representa a característica física daquela bobina naquela condição, variações de resistência elétrica ou indução podem ser mensuradas através de uma comparação digital das formas de onda em um sistema trifásico, ou então através de comparação de resultados com uma amostra padrão. Um exemplo da variação da resposta em decorrência da mudança de resistência ou indutância é apresentada na imagem abaixo.

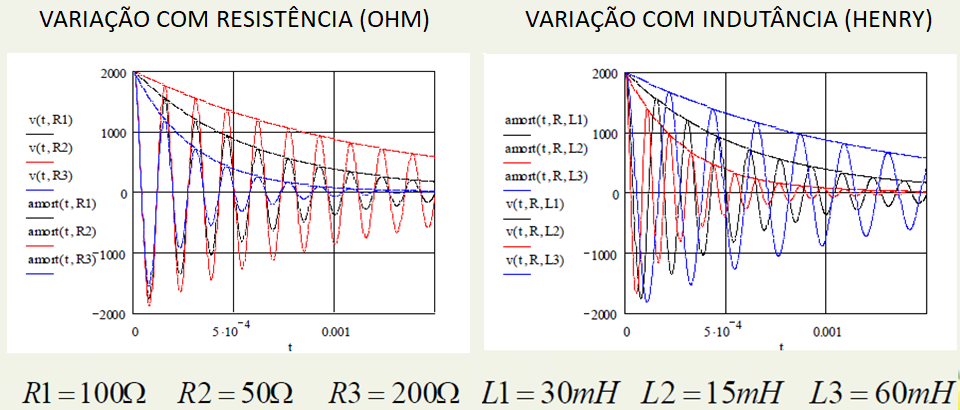
Variação do sinal com indutância e resistência